# Johann Sperling
Johann Sperling (Zeuchfeld, Alemanha, 12 de julho de 1603 – Wittenberg, 12 de agosto de 1658) foi um médico, zoólogo e físico alemão.  Pai do médico alemão Paul Gottfried Sperling (1652-1709).

## Obras
- De orgine formarum, Wittenberg 1634
- De morbis totius substantie, Wittenberg 1633
- Synopsis physica
- Institutiones physicae, Wittenberg 1639
- Synopsis anthropologiae
- Institutiones anthropologicae
- De formatione hominis in utero matris, 1655
- Meditationes in Jul. Cael. Scaligeri exercitationes de subtilitate, Wittenberg 1656
- De principiis nobiscum natis
- Carpologia physica, 1661
- Exercitationes physicae
- Zoologia physica, Leipzig 1661
- Oratio auspicalis de physica lugente, Wittenberg 1634
- De coelo, 1637
- De uva, musto ac vino, 1642
- De leone, aquila, delphino & dracone, quatuor brutorum regibus, 1665
- De calido innato, wieder Freytagen zur Vertheidigung D. Senners, Leipzig 1666
- De traduae, 1648
- Defensio tractatus de orgine formarum, Frankfurt 1638
- De principiis corporis naturalis
- De femine
- Antiparasceve pro traduce
- Defensio synopsis physicae
- Perturbatio calumniatoris contra Zeisoldum
- De monsteis, 1655